# Laguna Hills
Laguna Hills é uma cidade localizada no estado americano da Califórnia, no Condado de Orange. Foi incorporada em 20 de dezembro de 1991.
Nela está localizada a comunidade residencial de grande importância de Nellie Gail Ranch.

## Geografia
De acordo com o United States Census Bureau, a cidade tem uma área de 17,33 km², onde 17,28 km² estão cobertos por terra e 0,05 km² por água.

### Localidades na vizinhança
O diagrama seguinte representa as localidades num raio de 8 km ao redor de Laguna Hills.

## Demografia

### Censo 2010
Segundo o censo nacional de 2010, a sua população é de 30 344 habitantes e sua densidade populacional é de 1 756,50 hab/km². Possui 11 046 residências, que resulta em uma densidade de 639,41 residências/km².

### Censo 2000
Segundo o censo nacional de 2000, a sua população era de 31.178 habitantes, 10.895 casas e 7.942 famílias.
A imagem racial da cidade era: 76.83% americanos-brancos, 1.38% americanos-africanos, 0.44% americanos-nativos, 10.20% americanos-asiáticos, 0.15% americanos-pacífico, 7.19% de outros, e 3.81% com duas ou mais raças. Os hispano-americanos eram 16.40% da população.
Na cidade a população com idade inferior a 18 eram 26.2%, 7.3% de 18 a 24, 28.8% de 25 a 44, 25.4% de 45 a de 64, e 12.1% tinham mais de 65 anos.  A idade média era de 38 anos. Para cada 100 mulheres havia 92.6 homens.  Para cada 100 mulheres de 18 ou mais, existiam de 89.0 homens.
A renda média para uma casa na cidade era de $70.234, e a renda média para uma família era de $81.334. Os homens tiveram uma renda média de $59.144 contra $38.761 para as mulheres. O rendimento per capita para a cidade eram de $36.133.  Aproximadamente 3.6% das famílias e 5.0% da população estavam abaixo da linha de pobreza, 5.3% daqueles com a idade inferior a 18 e 5.1% daqueles com mais de 65 anos.

## The Nellie Gail Raunch
O rancho localiza-se num promontório dentro da cidade e é um contraste pois as vizinhanças que o cercam têm uma grande densidade populacional.
É uma das poucas comunidades do Condado de Orange que tem casas intercaladas com grandes zonas de floresta e de equitação. Nellie Gail é a unidade desenvolvimento de planeamento da ]] de 1355 lotes em 1350 acres (5.5 quilômetros de ²) e consiste numa mistura do de casas feitas sob encomenda do estilo equestre e de repousos que variam de 1.700 a mais de 10.000 m².
A comunidade incluí diversos grandes parques, arenas e parques equestres, bem como, um espaço aberto com muitos acres de árvores.
A reputação de Nellie Gail como uma comunidade da classe alta de Califórnia é amenizada pelos seus ajustes equestres e focos residenciais, ao contrário de Beverly Hills ou de Newport Beach.